# Julie Ribault
Julie Ribault est une peintre, graveuse et illustratrice française née le 27 mars 1789 à Fresnay-sur-Sarthe et morte le 26 novembre 1885 à Paris.

## Biographie
Marie Julie Ribault est la fille de Jean Pierre Ribault, marchand, et de Marie Magdeleine Ailloud.
Élève de Louis Lafitte, elle est peintre de genre, portraitiste, puis graveuse.
Elle meurt le 26 novembre 1885 à son domicile parisien du boulevard de la Madeleine. Elle est inhumée le 28 novembre à Paris au cimetière du Montparnasse.

Œuvres de Julie Ribault
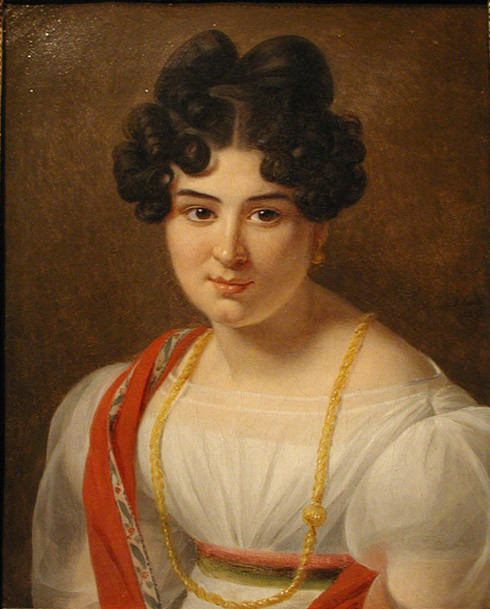
Portrait de Madame Daubenton (1825), localisation inconnue.
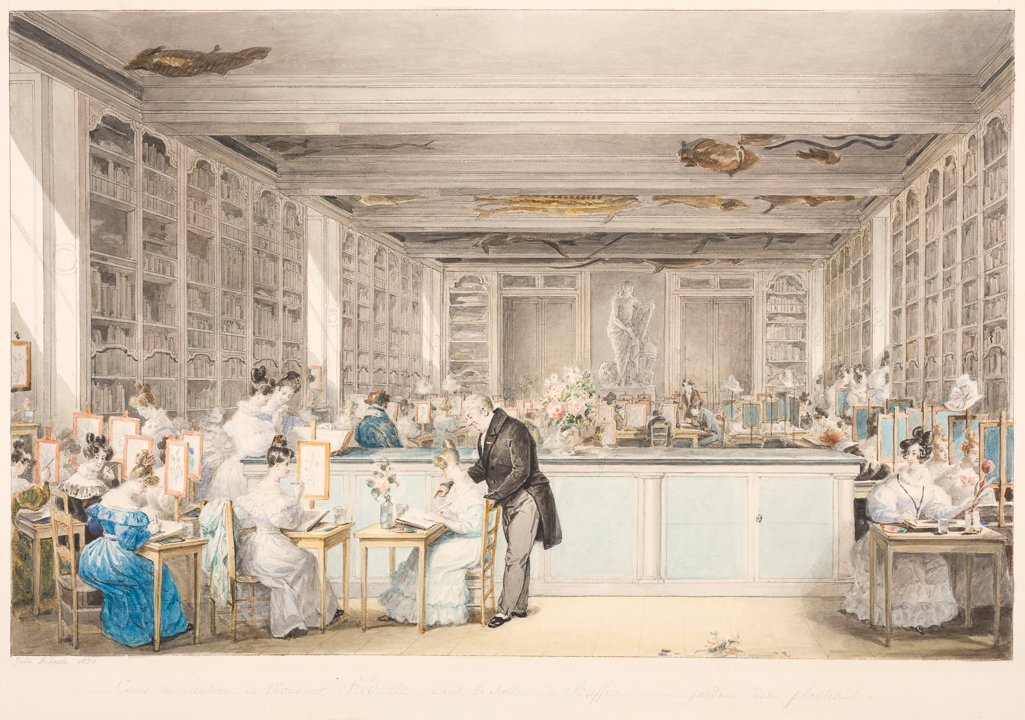
L'École de dessin botanique de Pierre-Joseph Redouté dans la salle Buffon du Jardin des Plantes (1830), Cambridge, Fitzwilliam Museum.
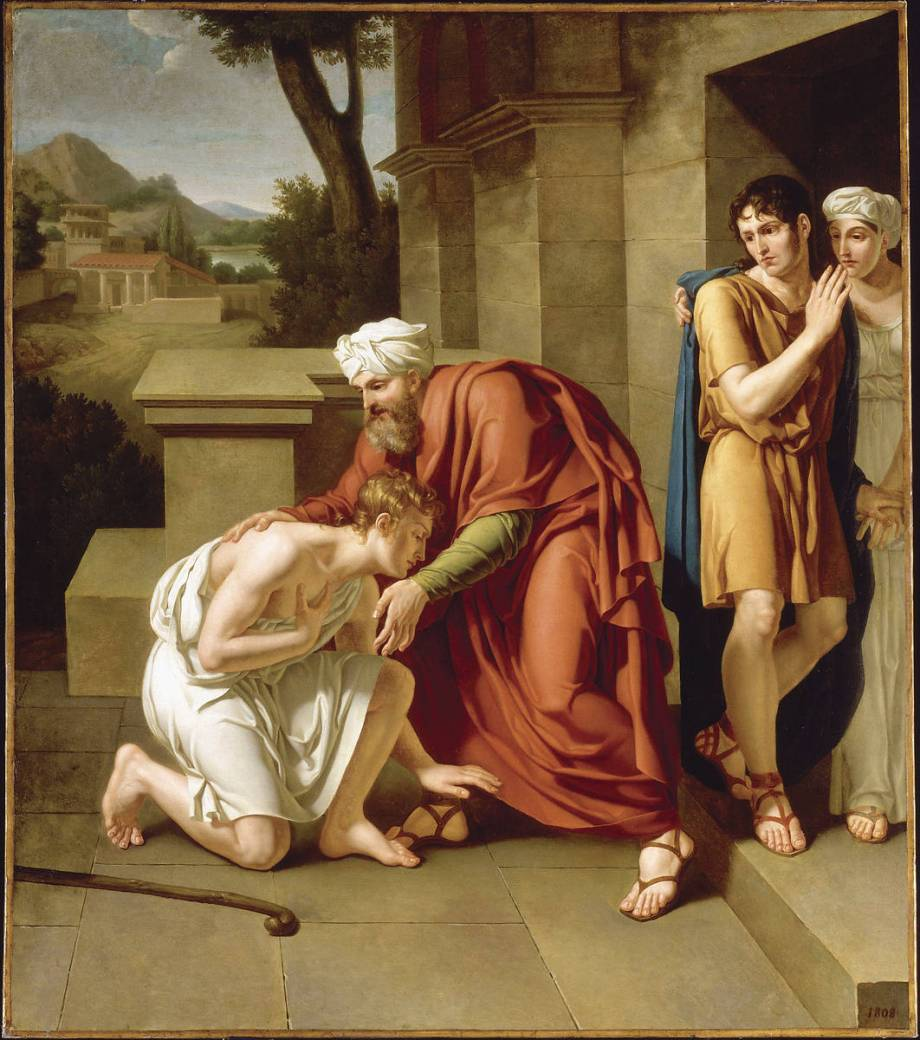
Le Retour de l'enfant prodigue, Bayonne, musée Bonnat-Helleu.
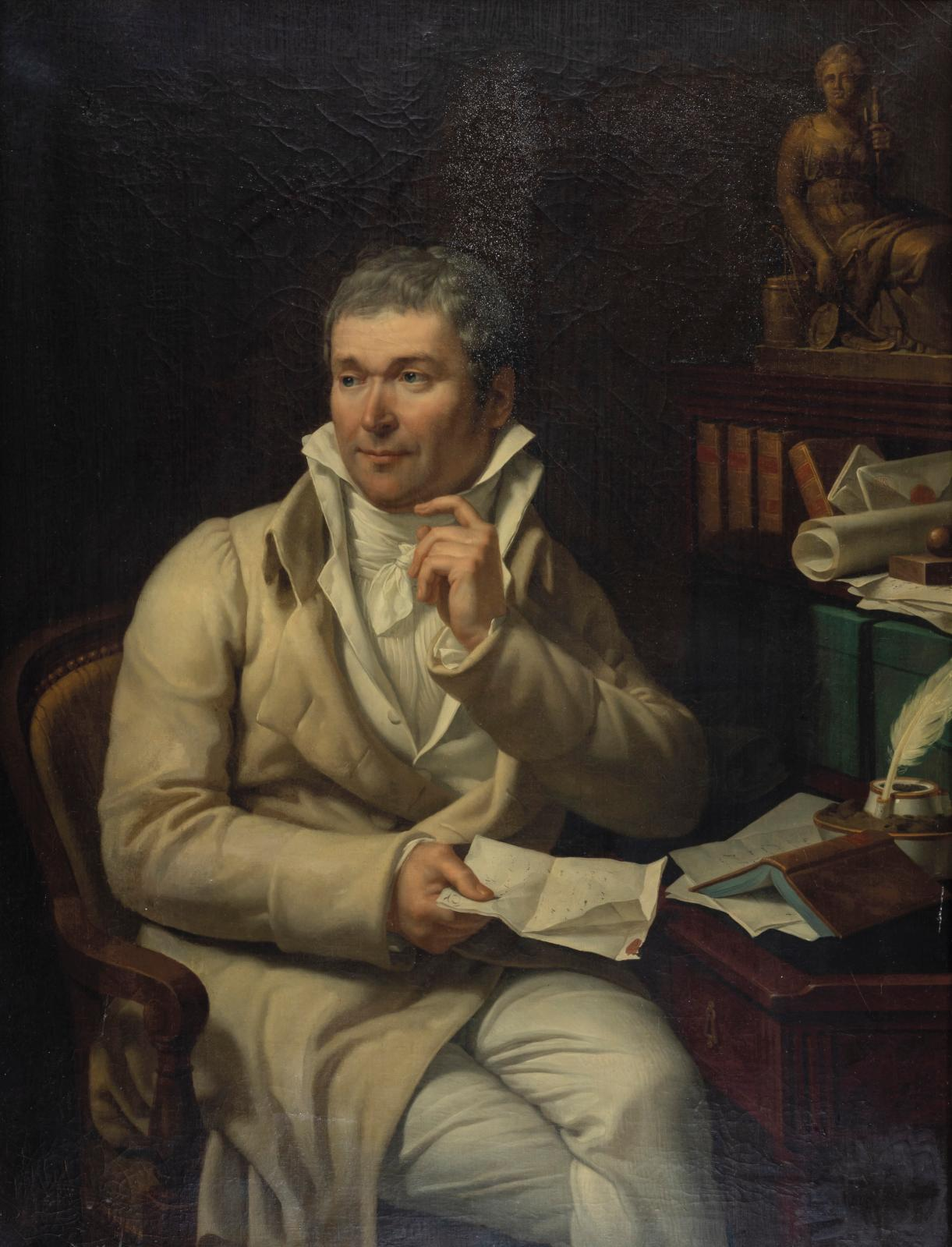
Portrait d'homme à son bureau, localisation inconnue.